# Trigonoscelus narayaniensis
Trigonoscelus narayaniensis är en skalbaggsart som beskrevs av Ilcikova och Kral 2004. Trigonoscelus narayaniensis ingår i släktet Trigonoscelus och familjen Aphodiidae. Inga underarter finns listade i Catalogue of Life.